# Erlebniswald Trappenkamp
Koordinaten: 54° 1′ 21″ N, 10° 14′ 5,4″ O
Der ErlebnisWald Trappenkamp ist ein Natur- und Wilderlebnispark bei Daldorf und Trappenkamp in Schleswig-Holstein. Er erstreckt sich über eine Fläche von mehr als 100 Hektar und stellt Waldthemen in verschiedenen Erlebnisräumen dar. Als Waldpädagogisches Zentrum des Landes Schleswig-Holstein ist der ErlebnisWald Trappenkamp außerschulischer Lernort für das Zusammenspiel von Ökologie, Ökonomie und Sozialem. Er ist Bildungszentrum für Nachhaltigkeit und will Freizeiterlebnis und Bildungsauftrag verbinden. 

## Erlebnisräume
Auf dem Gelände gibt es unterschiedliche Angebote, Natur und Wald kennenzulernen. Für Kinder von vier bis sechs Jahren ist die 1700 Quadratmeter große WaldWasserWelt, der Wichtelwald, das Holzspielland und der Familienerlebnisweg angelegt. Für ältere Kinder gibt es einen Bodenerlebnispfad und einen Schmetterlingsgarten. Darüber hinaus gibt es einen Naturspielplatz und das „Western-Fort“.
Von März bis Oktober zeigt ein Falkner täglich in zwei Flugvorführungen in der „Arena der Adler“ die Biologie und Lebensweise von Greifvögeln. Die Ausstellung „Faszination Wald“ im Waldhaus bietet einen Einblick in die Waldbewirtschaftung. An bestimmten Terminen werden Begegnungen mit einem Schlittenhund-Rudel und Hundegespann-Fahrten angeboten. Im Frühjahr findet ein Mittelaltermarkt statt, oft verbunden mit einer Reenactment-Veranstaltung. Ein Waldcamp für Übernachtungen und ein Hochseilgarten ergänzen das Angebot.

## Freizeitangebot
Auf dem Gelände existieren zahlreiche Grillhütten, Grillplätze und die große Terrasse des Restaurants sowie Fußball- und Volleyballplätze und ein Ziegen-Streichelzoo.
Der TeamTower ist ein 2014 errichteter 30 Meter hoher Kletter- und Aussichtsturm auf dem Gelände des ErlebnisWaldes. Er besteht aus heimischem Douglasien- und Lärchenholz und verfügt über zwei Aussichtsplattformen in zehn und 26 Metern Höhe. Die untere Plattform ist mit einer Spindeltreppe zu erreichen, die obere mit einem Netzkamin. Der Abgang erfolgt wahlweise durch gesicherten Abstieg am Gerüst des Turms, zurück durch den Kletterkamin oder über eine 300 Meter lange Seilrutsche. Der „Eichhörnchensprung“ von der unteren Plattform wird mit einer besonderen Vorrichtung ermöglicht. Verschiedene Klettervorrichtungen können im Beisein eines Trainers der Betreiberfirma genutzt werden. Wegen der Corona-Pandemie ist der TeamTower bis auf Weiteres geschlossen (Stand April 2021).

## Wald und Tiere
Begehbare Wildfreigehege ermöglichen eine direkte Begegnung mit heimischem Rot-, Dam- und Schwarzwild. Im Wildschweinwald werden mehrere Rotten gehalten. Von einer Aussichtskanzel aus kann sonntags die Wildschwein-Schaufütterung beobachtet werden. Zwei Rundwege (vier und sechs Kilometer lang) führen durch die Gehege.
Am Trappenkamper Tor befindet sich ein eingezäunter Hundewald mit 10 Hektar Fläche.

## Waldpädagogik
Der ErlebnisWald Trappenkamp ist das Waldpädagogische Zentrum der Schleswig-Holsteinischen Landesforsten (SHLF). Veranstaltungen und Fortbildungen sollen zur Umweltbildung in der Region beitragen. Der ErlebnisWald ist als Bildungszentrum zertifiziert. Es besteht die Möglichkeit, sich als „zertifizierter Waldpädagoge“ ausbilden zu lassen. Es gibt ein besonderes Bildungsprogramm für Multiplikatoren. Auch außerhalb der Einrichtung werden waldpädagogische Angebote gemacht.

## Veranstaltungen/Gastronomie
Der ErlebnisWald ist Austragungsort für Veranstaltungen, private Waldfeste und Kindergeburtstage. Es bestehen Grillplätze, Grillhütten, eine finnische Kota und ein Restaurant. In der Adventszeit findet die Große Waldweihnacht statt, mit über 80 Ständen, Märchenzelt und einem historischen Handwerker-Markt. Ganzjährig finden weitere Veranstaltungen zum Thema Wald und Natur statt.

## Siehe auch

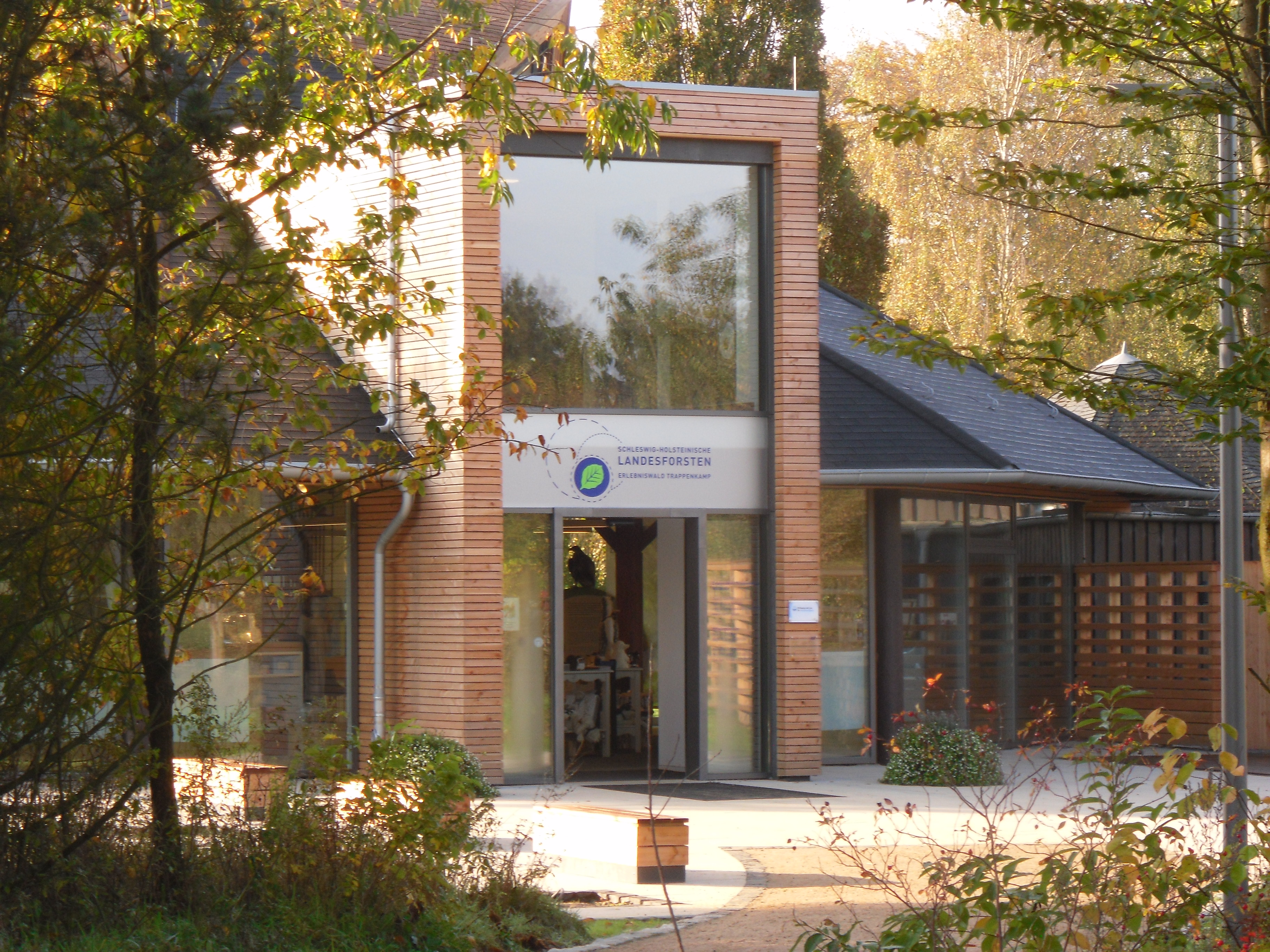
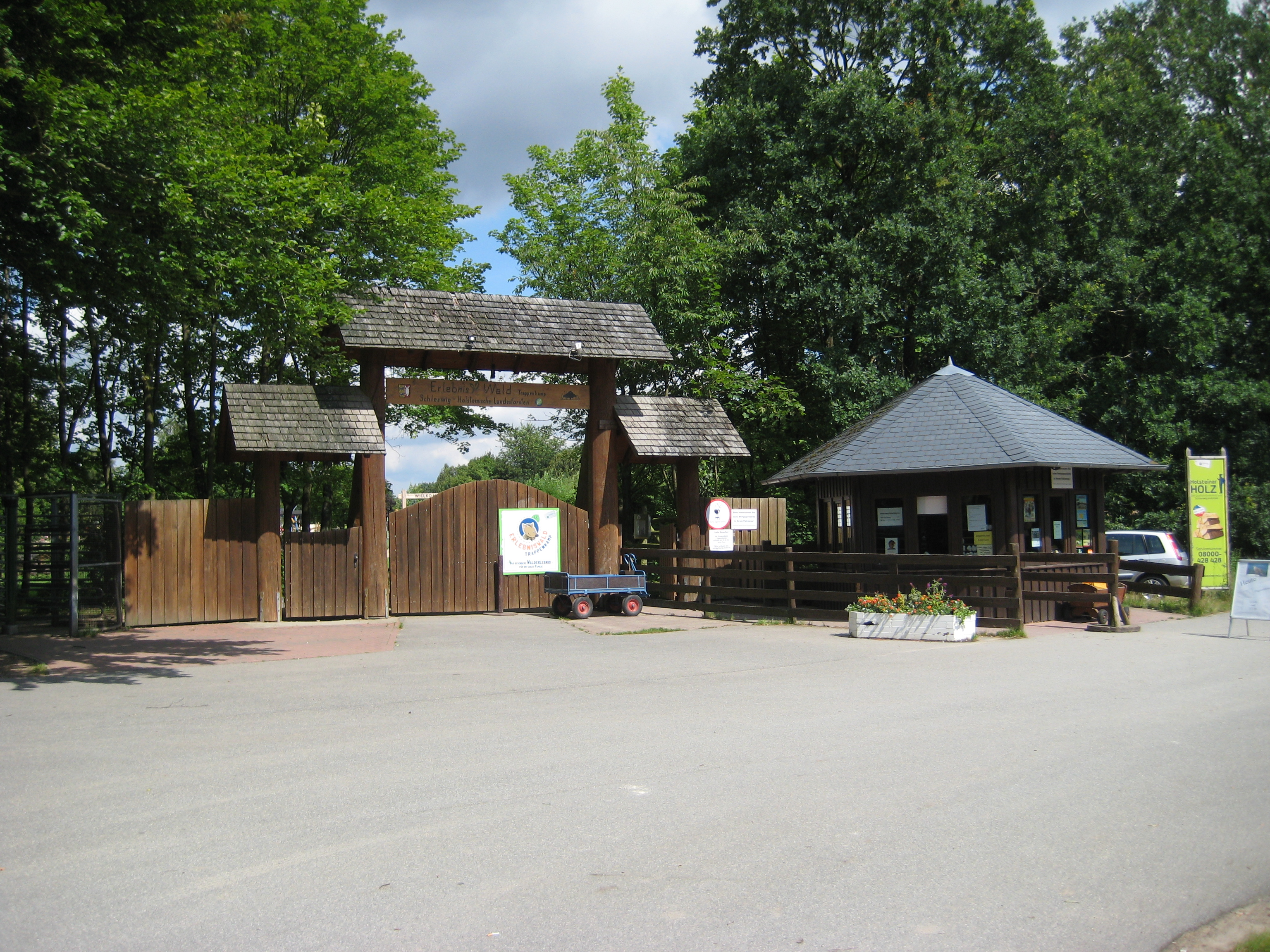
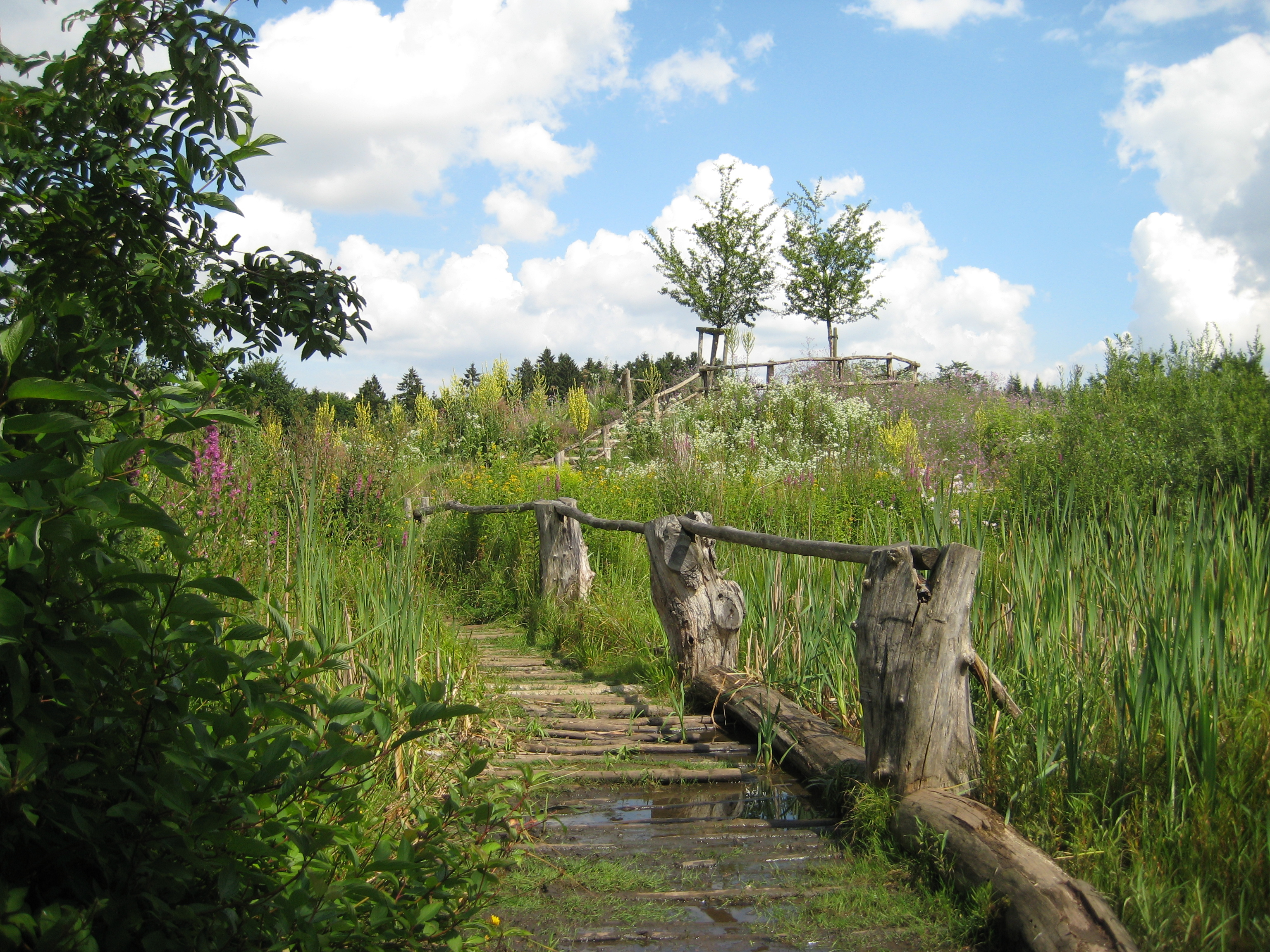
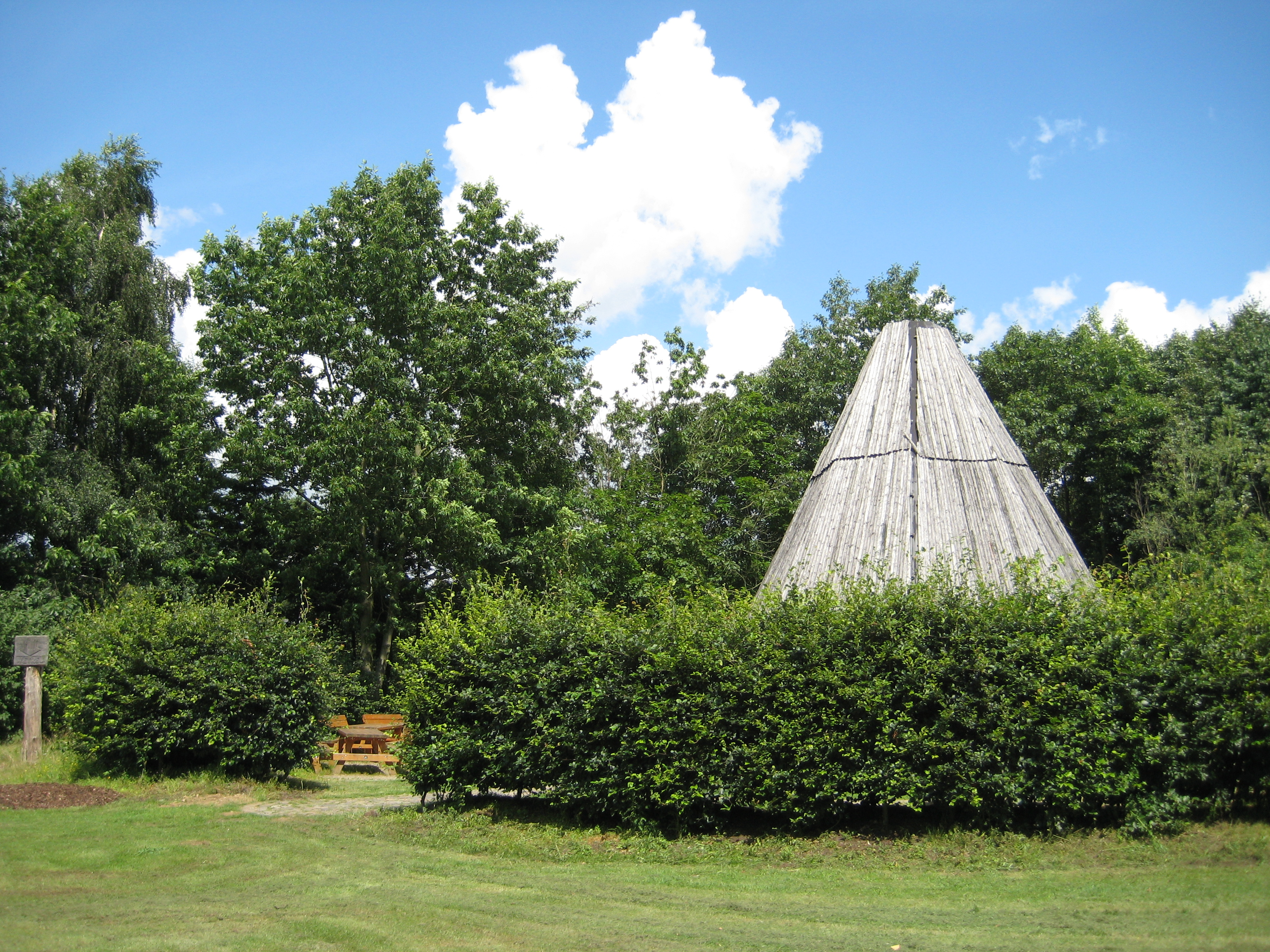
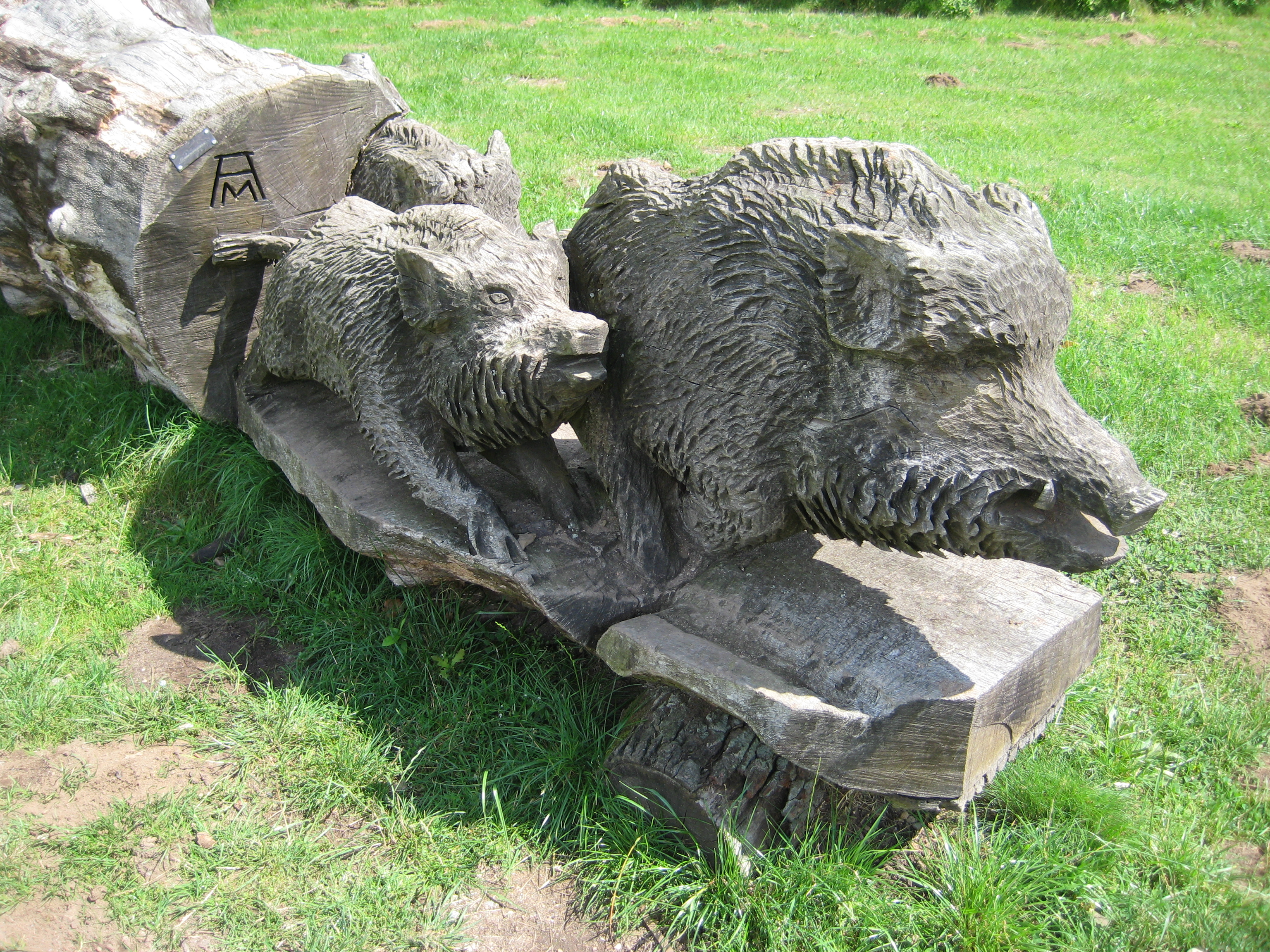